# Zdzisław Latawiec
Zdzisław Stanisław Latawiec (ur. 22 stycznia 1892 w Dziewięczycach, zm. 1940) – polski lekkoatleta, który specjalizował się w biegach średnich oraz długich, podpułkownik artylerii Wojska Polskiego.

## Życiorys
Urodził się 22 stycznia 1892 w majątku Dziewięczyce przynależnym do Popowic, w ówczesnym powiecie przemyskim Królestwa Galicji i Lodomerii, w rodzinie Franciszka i Bronisławy.
Lekkoatletykę uprawiał jeszcze przed odzyskaniem przez Polskę niepodległości w 1918 roku. Był czołowym średniodystansowcem Galicji – w 1912 roku został mistrzem Austrii w biegu na 1500 metrów oraz wynikiem 9:17,7 ustanowił rekord Austro-Węgier w biegu na 3000 m. Zdobywca czterech medali na pierwszych mistrzostwach Polski seniorów – wywalczył złoto na 1500 metrów i 3000 metrów oraz w rywalizacji drużynowej w biegu na 3000 m, a srebro przyniósł mu bieg na 800 metrów. Pięciokrotny rekordzista Polski – wszystkie wyniki uzyskał w 1910 i 1912 roku, a jego wyniki zostały uznane za oficjalne rekordy Polski w grudniu 1921 roku, gdy Polski Związek Lekkiej Atletyki dokonał pierwszej weryfikacji rekordów kraju.
Znalazł się w gronie zawodników nominowanych do kadry na Igrzyska Olimpijskie w 1920. Z powodu wojny polsko-bolszewickiej Polska nie wysłała jednak ostatecznie reprezentacji na te zawody.
W 1911 roku ukończył VIII Gimnazjum we Lwowie, a następnie do 1914 roku studiował na Akademii Handlowej. Przez dwa lata studiował prawo na Uniwersytecie im. Jana Kazimierza. Od 1912 do 1918 służył w cesarskiej i królewskiej Armii. W latach 1912–1913 wziął udział w mobilizacji sił zbrojnych Monarchii Austro-Węgierskiej, wprowadzonej w związku z wojną na Bałkanach. Na stopień porucznika rezerwy został mianowany ze starszeństwem z 1 stycznia 1916, a na stopień nadporucznika ze starszeństwem z 1 lutego 1918 w korpusie oficerów artylerii polowej i górskiej. Jego oddziałem macierzystym był Dywizjon Haubic Ciężkich Nr 11, a następnie Pułk Artylerii Polowej Ciężkiej Nr 30.
2 listopada 1918 wstąpił, jako ochotnik, do Wojska Polskiego. Formalnie został przyjęty do Wojska Polskiego z byłej armii austro-węgierskiej 20 maja 1919 roku z zatwierdzeniem posiadanego stopnia porucznika ze starszeństwem z dniem 1 lutego 1918 roku, z zaliczeniem do I Rezerwy armii, z jednoczesnym powołaniem do czynnej służby na czas wojny aż do demobilizacji. W latach 1919–1920 walczył na froncie wschodnim. 16 lipca 1919 roku został awansowany na kapitana.
3 maja 1922 roku został zweryfikowany w stopniu majora ze starszeństwem z dniem 1 czerwca 1919 roku i 125. lokatą w korpusie oficerów artylerii, a jego oddziałem macierzystym był 17 pułk artylerii polowej. 20 stycznia 1923 roku został przeniesiony z 9 dywizjonu artylerii konnej do 6 dywizjonu artylerii konnej we Lwowie na stanowisko zastępcy dowódcy dywizjonu. Od 16 maja 1924 roku był organizatorem i pierwszym dowódcą 13 dywizjonu artylerii konnej we Lwowie. Z dniem 1 czerwca 1926 roku został przeniesiony służbowo na czteromiesięczny kurs dowódców dywizjonów w Szkole Strzelania Artylerii w Obozie Szkolnym Artylerii w Toruniu. 21 sierpnia 1926 roku został przeniesiony do 5 pułku artylerii polowej we Lwowie na stanowisko dowódcy III dywizjonu. 30 września 1926 roku został przesunięty na stanowisko dowódcy II dywizjonu. 31 października 1927 roku został przeniesiony z 4 Okręgowego Szefostwa Artylerii w Łodzi do 27 pułku artylerii polowej we Włodzimierzu na stanowisko zastępcy dowódcy pułku. 26 stycznia 1928 roku został mianowany podpułkownikiem ze starszeństwem z dniem 1 stycznia 1928 roku i 7. lokatą w korpusie oficerów artylerii. 23 marca 1932 roku został przeniesiony do 31 pułku artylerii lekkiej w Toruniu na stanowisko zastępcy dowódcy pułku. 28 czerwca 1933 został wyznaczony na stanowisko dowódcy pułku. 8 maja 1936 został mianowany komendantem Obozu Ćwiczeń Dęba. Na tym stanowisku pozostał do 1939 roku.
Nieznane są bliżej okoliczności śmierci Latawca – jego nazwisko nie widnieje na ukraińskiej liście katyńskiej, a austriaccy historycy uważają, że zginął w roku 1940.

## Ordery i odznaczenia
- Krzyż Walecznych – dwukrotnie
- Złoty Krzyż Zasługi – 10 listopada 1938 „za zasługi w służbie wojskowej”[19][20]
- Medal Niepodległości – 9 listopada 1933 „za pracę w dziele odzyskania niepodległości"[21][2]
- Srebrny Medal Waleczności 2 klasy[1]
- Krzyż Wojskowy Karola[1]
- Krzyż Pamiątkowy Mobilizacji 1912–1913[1]